# Atletica leggera ai Giochi della XXVII Olimpiade - 110 metri ostacoli

Video della Finale

I 110 metri ostacoli hanno fatto parte del programma di atletica leggera maschile ai Giochi della XXVII Olimpiade. La competizione si è svolta nei giorni 24-25 settembre 2000 allo Stadio Olimpico di Sydney.

## Presenze ed assenze dei campioni in carica
| Competizione         | Atleta         | Prestazione | Sydney 2000 |
| -------------------- | -------------- | ----------- | ----------- |
| Olimpiadi 1996       | Allen Johnson  | 12”95       | Presente    |
| Commonwealth 1998    | Tony Jarrett   | 13”47       | Presente    |
| Goodwill Games 1998  | Mark Crear     | 13”06       | Presente    |
| Europei 1998         | Colin Jackson  | 13”02       | Presente    |
| Coppa del mondo 1998 | Falk Balzer    | 13”10       | Presente    |
| Panamericani 1999    | Anier García   | 13”17       | Presente    |
| Mondiali 1999        | Colin Jackson  | 13”04       | Presente    |
|                      |                |             |             |
| Mondiali junior 1996 | Yoel Hernández | 13”83       | Presente    |

1. ↑  Sotto la bandiera del Regno Unito.
2. ↑  L'altezza degli ostacoli è 99 cm.

## La gara
Nella seconda batteria Dudley Dorival stabilisce il nuovo record di Haiti con 13"33.  Giungerà fino alla finale.

La prima semifinale è vinta da Anier García (13"16); nella seconda si scontrano i due favoriti, Allen Johnson e Colin Jackson. La gara è tiratissima, vince Terrence Trammell in 13"32 di un centesimo su Johnson e due su Jackson.
Finale: Colin Jackson fa una partenza falsa. Al secondo sparo è colto in fallo Mark Crear.

Alla partenza valida, il più lesto è Jackson (0"139). Ma incoccia male il secondo ostacolo e viene rallentato. Johnson, fa ancora peggio, urtando tutte e 10 le barriere. Chi non sbaglia niente è il cubano García che pennella tutti gli ostacoli e stacca un tempo di 13"00 vincendo l'oro.

Anier García stabilisce anche il nuovo record nazionale e dell'America Centrale (CAC).

## Risultati

### Turni eliminatori
| 6 Batterie         | 24 settembre | 46 partenti   | Si qualificano i primi 4 + gli 8 migliori tempi. |
| 4 Quarti di finale | 24 settembre | 8 + 9 + 8 + 8 | Si qualificano i primi 4.                        |
| 2 Semifinali       | 25 settembre | 8 + 8         | Si qualificano i primi 4.                        |
| Finale             | 25 settembre | 8 concorrenti |                                                  |

### Finale
| Primatista mondiale   | 12"91 | Colin Jackson | Presente |
| Primatista stagionale | 12"97 | Allen Johnson | Presente |

1. ↑  Record stabilito nel 1993.
2. ↑  Stabilito il 23 luglio.

Stadio Olimpico, lunedì 25 settembre, ore 20:40.
| Pos | Paese       | Atleta              | Tempo |
| --- | ----------- | ------------------- | ----- |
|     | Cuba        | Anier García        | 13"00 |
|     | Stati Uniti | Terrence Trammell   | 13"16 |
|     | Stati Uniti | Mark Crear          | 13"22 |
| 4   | Stati Uniti | Allen Johnson       | 13"23 |
| 5   | Regno Unito | Colin Jackson       | 13"28 |
| 6   | Germania    | Florian Schwarthoff | 13"42 |
| 7   | Haiti       | Dudley Dorival      | 13"49 |
| 8   | Svezia      | Robert Kronberg     | 13"61 |